# Passeport bangladais
Le passeport bangladais (en bengali : বাংলাদেশ পাসপোর্ট) est un document de voyage international délivré aux ressortissants bangladais, et qui peut aussi servir de preuve de la citoyenneté bangladaise.

## Types de passeports
Le gouvernement du Bangladesh délivre aujourd'hui trois types de passeports différents. Il s'agit des passeports diplomatiques, officiels et réguliers ou ordinaires.
- Le passeport ordinaire (সাধারণ পাসপোর্ট, couverture verte) est délivré aux citoyens ordinaires du Bangladesh pour les voyages internationaux, comme les vacances, les études, les voyages d'affaires, etc.
- Le passeport officiel (সরকারী পাসপোর্ট, couverture bleue) est délivré aux employés du gouvernement du Bangladesh, aux fonctionnaires et aux personnes représentant le gouvernement du Bangladesh dans le cadre d'une activité officielle.
- Le passeport diplomatique (কূটনৈতিক পাসপোর্ট, couverture rouge) est délivré aux diplomates bangladais, aux hauts fonctionnaires du gouvernement et aux courriers diplomatiques.
- Le passeport spécial (স্পেশাল পাসপোর্ট, couverture marron), également appelé passeport spécial Inde-Bangladesh, était délivré aux citoyens bangladais et aux ressortissants indiens résidant au Bengale-Occidental et dans les États du Nord-Est uniquement. Il était valable pour voyager entre l'Inde et le Bangladesh uniquement. La délivrance de ce passeport a pris fin en 2013 en raison de changements dans la réglementation de l'OACI[2],[3].

Les passeports bangladais délivrés depuis avril 2010 sont tous des passeports biométriques, lisibles à la machine (MRP) et des passeports électroniques,.

## Apparence physique
Les couvertures des passeports bangladais sont de couleur vert foncé, avec le sceau du gouvernement du Bangladesh inscrit en or au centre de la couverture avant. Le mot পাসপোর্ট (bengali) et passport (anglais), c'est-à-dire « passeport » sont inscrits au-dessus du sceau. En dessous du sceau, গণপ্রজাতন্ত্রী বাংলাদেশ (bengali) et People's Republic of Bangladesh (anglais) ; et le symbole international du passeport électronique sont inscrits. Le passeport standard du Bangladesh contient 48 pages, mais les grands voyageurs peuvent opter pour un passeport de 64 pages.

### Message des passeports
La couverture intérieure contient la date et le lieu de délivrance du passeport ainsi que la déclaration du président, s'adressant aux autorités de tous les autres États, identifiant le porteur comme un citoyen de la république populaire du Bangladesh et demandant qu'il soit autorisé à passer sans entrave et soit traité conformément au droit international. La note à l'intérieur des passeports bangladais indique :
En bengali : 

« গণপ্রজাতন্ত্রী বাংলাদেশের রাষ্ট্রপতি পক্ষে সংশ্লিষ্ট সকলকে অনুরোধ করা যাচ্ছে. যে এর বাহককে বিনা প্রতিবন্ধকতায় গমনাগমনের অনুমতি এবং তার প্রয়োজনে সকল প্রকার আইনসম্মত সহায়তা ও নিরাপত্তা প্রদান করা হোক »

Traduction : « Il s'agit de demander, au nom du président de la république populaire du Bangladesh, à tous ceux que cela concerne de laisser le porteur passer librement sans retard ni entrave et, en cas de besoin, de lui apporter toute l'assistance et la protection légales. »

### Langues
Le texte et les numéros de page des passeports bangladais sont imprimés à la fois en bengali et en anglais. Cependant, avant l'introduction des passeports lisibles à la machine en avril 2010, les anciens passeports étaient écrits en bengali, en anglais et en français.

### Identité du titulaire du passeport

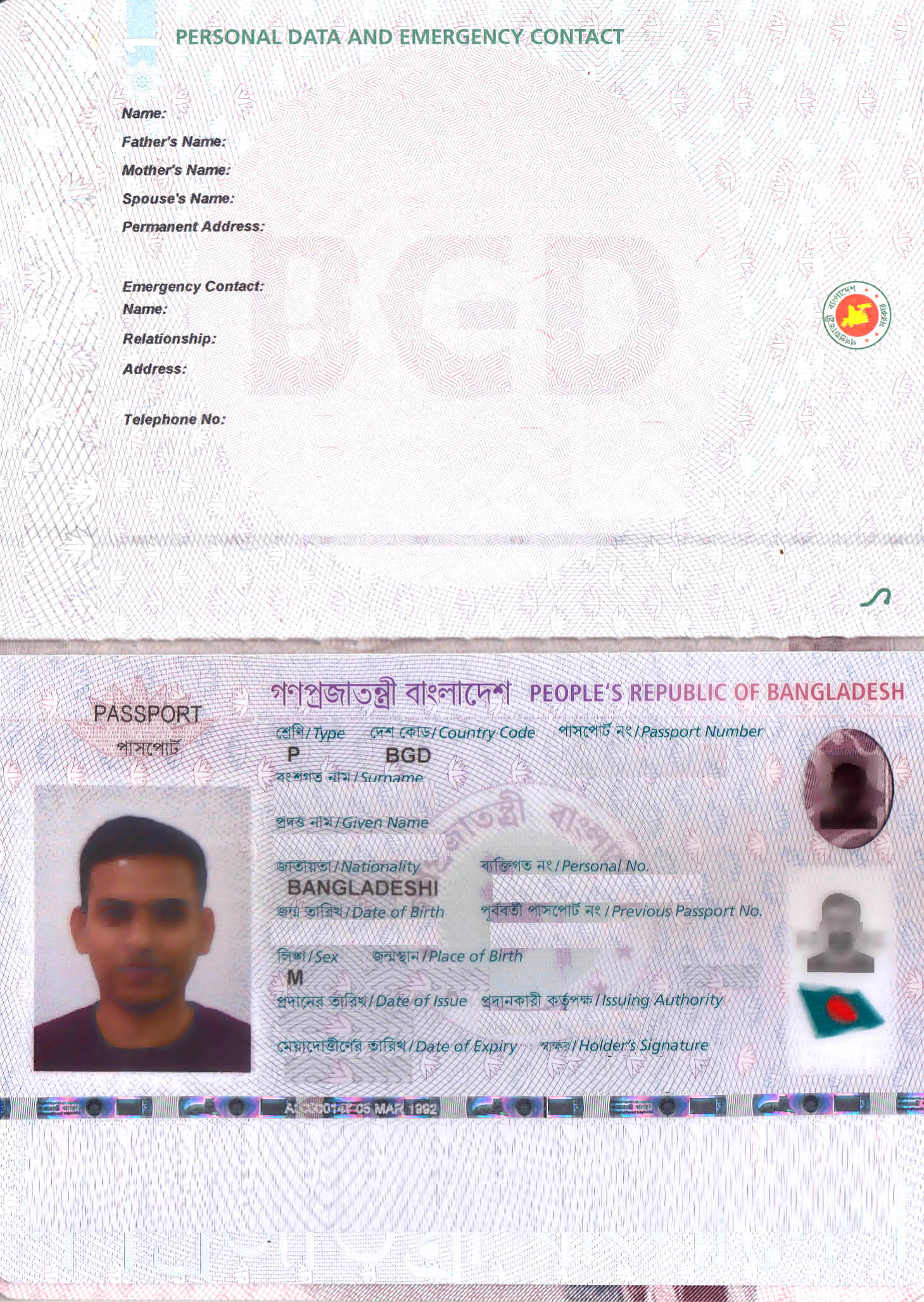
Page des informations biographiques du passeport électronique du Bangladesh

Les informations concernant le titulaire du passeport sont stockées sur la puce du microprocesseur intégré au passeport. Elles figurent également sur la page biographique et sur la première page du passeport électronique du Bangladesh. Les noms des champs, comme le nom, sont écrits en bengali (Bangla) et en anglais, les valeurs des champs étant écrites uniquement en anglais. Les informations concernant la foi ou la profession ne sont pas imprimées.
La couverture intérieure d'un passeport électronique bangladais comporte une image en relief du mausolée des martyrs nationaux, avec Amar Shonar Bangla, l'hymne national du Bangladesh, écrit en bengali.
La page de garde est une carte plastique à puce qui contient la déclaration du président de la République. Sous cette déclaration figurait auparavant une déclaration indiquant que le passeport était valable dans tous les pays du monde, à l'exception d'Israël. Cependant, depuis le 22 mai 2012, les nouveaux passeports électroniques comportent une déclaration différente, l'interdiction de voyager en Israël étant toujours en vigueur car aucun lien diplomatique n'existe entre le Bangladesh et Israël. La nouvelle déclaration modifiée se lit désormais comme suit : « Ce passeport est valable pour tous les pays du monde. » Ce changement a été mis en œuvre pour mettre le passeport électronique en conformité avec les normes internationales ainsi qu'avec les règles et règlements de l'OACI. Le verso de la première page est la page des données principales, qui contient toutes les informations importantes.
Les informations imprimées comprennent :
- Photo du titulaire. Largeur : 40 mm, taille : 50 mm ; hauteur de la tête (jusqu'au sommet des cheveux) : 34 mm ; distance du sommet de la photo jusqu'au sommet des cheveux : 5 mm
- Type de passeport (শ্রেণী)
- Code pays (দেশ কোড)
- Numéro de passeport (পাসপোর্ট নং)
- Nom de famille (বংশগত নাম)
- Prénom (প্রদত্ত নাম)
- Nationalité (জাতীয়তা)
- Numéro personnel (numéro d'identification national ou numéro d'acte de naissance) (ব্যক্তিগত নং)
- Date de naissance (জন্ম তারিখ)
- Numéro de passeport précédent. (পূর্ববর্তী পাসপোর্ট নং)
- Sexe (লিঙ্গ)
- Lieu de naissance (জন্মস্থান)
- Date de délivrance (প্রদানের তারিখ)
- Autorité de délivrance (প্রদানকারী কর্তৃপক্ষ)
- Date d'expiration (মেয়াদোত্তীর্ণের তারিখ)
- Signature du titulaire (স্বাক্ষর)

Toutes les informations sont imprimées en bengali et en anglais à l'aide d'une imprimante matricielle et, dans le cas du passeport lisible à la machine, il est ensuite signé par l'agent compétent de l'autorité de délivrance. Dans le cas du passeport électronique nouvellement délivré, il est imprimé au laser et authentifié par un code QR. À l'intérieur de la couverture arrière du passeport électronique, une image en relief du Jatiyo Sangshad Bhaban, le Parlement national du Bangladesh, est affichée avec une citation en anglais de Louis I Kahn, l'architecte du complexe.